# Павлюк, Геннадий Георгиевич
Геннадий Георгиевич Павлюк, псевдоним Ибрагим Рустамбек  (11 июня 1958, Бишкек — 22 декабря 2009, Алматы) — независимый журналист. Публиковался в казахских, киргизских и российских СМИ. Проживал в городах Бишкек и Чолпон-Ата. Член Союза журналистов РФ, отмечен различными международными премиями и наградами.

## Биография
Окончил Киргизский государственный университет и аспирантуру Белорусского госуниверситета, кандидат филологических наук.
Основатель и главный редактор газет «Аргументы и факты Кыргызстан» и «Белый пароход», в 2006—2007 годы работал и. о. главного редактора в представительстве «Комсомольской правды» в Киргизии. В последние годы — свободный автор, сотрудничал с рядом зарубежных компаний в качестве пресс-консультанта.
С лета 2009 года сотрудничал с партией «Ата-Мекен», участвовал в семинарах и партийных съездах, в том числе был на съезде «Справедливой России» в Москве и социал-демократов в Стокгольме.
Убит в Алматы. 16.12.2009 найден сброшенным со связанными руками и ногами с 6-го этажа; 22 декабря 2009 умер, не приходя в сознание. Похоронен в Чолпон-Ате.

## Избранные труды
- Павлюк Г. Г. Жанрово-типологические особенности советского многонационального романа 70-х годов : на материале белорусской и киргизской литературы : Автореф. дис. … канд. филол. наук. — Минск, 1986. — 21 с.[4]

## Память
В 2009 году культурно-историческим фондом «Евразийцы — новая волна» и партией «Ата-Мекен» учреждена премия для журналистов имени Геннадия Павлюка «Честность. Мужество. Профессионализм».
В 2010 году Временным правительством Кыргызстана была оказана материальная помощь семье Г. Г. Павлюка.
8 октября 2010 года возле юношеской библиотеки им. К. Баялинова по ул. Абдрахманова (Бишкек) установлен бронзовый памятник Г. Г. Павлюку (высота 170 см; ≈250 кг) с надписью «Тому, кто словом сеял свободу» на постаменте, имеющем высоту 60 см. 21 мая 2012 года памятник был похищен и позже найден в распиленном состоянии. Из оставшихся частей с добавлением 100 кг бронзы памятник был отлит заново; на его восстановление внёс личные средства президент А. Ш. Атамбаев. 10 декабря 2012 года памятник был установлен на прежнем месте.

## Расследование убийства
Гибель Г. Г. Павлюка вызвала глубокую обеспокоенность США, европейских стран, ОБСЕ.
Следствием исследовались несколько версий произошедшего, связанных как с профессиональной деятельностью журналиста, так и с его личным кругом общения, при этом учитывалось, что:
- Г. Г. Павлюк выступал с резкой критикой режима президента Киргизии Курманбека Бакиева[5],
- до конца 2009 года Г. Г. Павлюк намеревался запустить интернет-издание и газету партии «Ата-Мекен», которую возглавляет оппозиционер Омурбек Текебаев[3].

В 2011 году приговором Алма-Атинского межрайонного суда по факту убийства Г. Г. Павлюка были осуждены бывший сотрудник ГКНБ Кыргызстана Алдаяр Исманкулов (к 17 годам тюрьмы), а также граждане Казахстана Шалкар Оразалин и Алмас Игеликов (к 11 и 10 годам лишения свободы, соответственно), по версии следствия, вымогавшие у убитого материальные ценности. Апелляция в городской суд Алма-Аты не привела к изменению приговора.
5 апреля 2014 года по представлению Генеральной прокуратуры Республики Казахстан в Киргизии были задержаны и помещены в СИЗО обвиняемые в соучастии в убийстве действующие сотрудники ГКНБ Киргизии Т. А. и Б. К..